# Хорват, Скарлетт
Ска́рлетт Хорва́т (англ. Scarlett Chorvat; 25 августа 1972, Братислава, Чехословакия) — американская актриса

 и фотомодель.

## Биография
Скарлетт Хорват родилась 25 августа 1972 года в Братиславе (Чехословакия) и получила своё имя в честь заглавной героини романа Маргарет Митчелл «Унесённые ветром», который был любимой книгой её матери.
Когда Скарлетт было 5 лет, её семья эмигрировала в США и изначально поселилась в Детройте, штат Мичиган. Она начала играть в теннис полупрофессионально в возрасте 15 лет, но позже сосредоточилась на становлении моделью, и, позже, актрисой. Скарлетт окончила Барбизонскую модельную и актёрскую школу в Мичигане. Она больше всего известна как модель, появившаяся на многочисленных обложках журналов, рекламных и телевизионных рекламных роликах.

## Избранная фильмография
| Год  |    | Русское название       | Оригинальное название            | Роль          |
| ---- | -- | ---------------------- | -------------------------------- | ------------- |
| 2001 | тф | Бермудский треугольник | Lost Voyage                      | Джули Ларго   |
| 2002 | ф  | Кот в мешке            | Buying the Cow                   | Кэти Мэдисон  |
| 2004 | ф  | Вышибалы               | Dodgeball: A True Underdog Story | Джойс         |
| 2004 | с  | Красавцы               | Entourage                        | Кэрол         |
| 2006 | с  | Юристы Бостона         | Boston Legal                     | Сэнди         |
| 2006 | с  | Части тела             | Nip/Tuck                         | Натали        |
| 2007 | с  | 24 часа                | 24                               | Элена         |
| 2010 | ф  | Сумасшедший на воле    | Crazy on the Outside             | Синди         |
| 2010 | с  | Событие                | The Event                        | Лора Стерлинг |